# Monash City
Koordinaten: 37° 53′ S, 145° 10′ O

Monash City ist ein lokales Verwaltungsgebiet (LGA) im australischen Bundesstaat Victoria. Monash gehört zur Metropole Melbourne, der Hauptstadt Victorias. Das nach John Monash benannte Gebiet ist 82 km² groß und hat etwa 180.000 Einwohner.
Monash liegt 16 bis 26 km östlich des Stadtzentrums von Melbourne und enthält 13 Stadtteile: Ashwood, Chadstone, Clayton, Glen Waverley, Hughesdale, Huntingdale, Mount Waverley, Mulgrave, Notting Hill, Oakleigh, Oakleigh East, Oakleigh South und Wheelers Hill. Der Sitz des City Councils befindet sich in Glen Waverley.
Die City hat mehrere Einkaufszentren. Das Shopping Centre in Chadstone mit 132.000 m² ist das zweitgrößte Melbournes und hat über 200 Bekleidungsgeschäfte. Nach Umsatz ist es das drittgrößte in Australien.
Monash aber auch einen großen Industrieanteil. Maschinenbau, chemische und Druckindustrie sind hier vorherrschend.
Der Clayton Campus ist der größte Standort der Monash University mit einem eigenen Teilchenbeschleuniger, dem Australian Synchrotron mit einem 216 m langen Speicherring.
Oakleigh hat eine größere Gemeinschaft griechischer Einwanderer aus der Mitte des 20. Jahrhunderts.
Das Olympische Eislaufzentrum von Melbourne befindet sich im Stadtteil Oakleigh South.

## Verwaltung
Der Monash City Council hat elf Mitglieder, die von den Bewohnern der vier Wards gewählt werden (je drei Councillor aus Mount Waverley, Mulgrave und Oakleigh, zwei aus Glen Waverley). Diese vier Bezirke sind unabhängig von den Stadtteilen festgelegt. Aus dem Kreis der Councillor rekrutiert sich auch der Mayor (Bürgermeister) des Councils.